# 2003年度新城勁爆頒獎禮得獎名單
新城勁爆頒獎禮2003的主題為「樂壇本色 堅持盛放」，於2003年12月28日頒發。

## 新城勁爆歌曲
1. 必殺技 ——（古巨基）

2. 我的驕傲 ——（容祖兒）

3. 風箏與風 ——（Twins）

4. 可惜我是水瓶座 ——（楊千嬅）

5. 兩個人的幸運 ——（梁詠琪）

6. 三角誌 ——（盧巧音）

7. 你有心 ——（關心妍）

8. 她比我醜 ——（陳慧琳）

9. 合久必婚？ ——（李克勤）

10. 我不會唱歌 ——（李克勤）

11. 十面埋伏 ——（陳奕迅）

12. 錯愛的呼喚 ——（郭富城）

13. 沙 ——（何韻詩）

14. 一步一生 ——（許志安）

15. 七友 ——（梁漢文）

16. 身外情 ——（黃耀明）

17. 我代你哭 ——（鄭中基）

18. 如果有一天 ——（劉德華）

19. 邊走邊愛 ——（謝霆鋒）

20. 愛一個人 ——（李克勤、陳慧琳）

21. 透視 ——（莫文蔚）

## 新城勁爆國語歌曲
- 說愛你 ——（蔡依林）
- 今天沒回家 ——（陶喆）
- 月老 ——（劉德華）

## 新城勁爆國語男歌手
- 陶喆

## 新城勁爆國語女歌手
- 蔡依林

## 新城勁爆國語組合
- F4

## 新城勁爆改編歌曲
- My Memory ——（葉文輝）

## 新城勁爆原創歌曲
- Number Nine ——（陳冠希）

## 新城勁爆R&B歌曲
- 啼笑姻緣 ——（陳小春）

## 新城勁爆跳舞歌曲
- 戒男 ——（黃伊汶）
- 舞吧！舞吧！ ——（鄭希怡）
- 最佳表情 ——（E-kids）

## 新城勁爆卡啦ok歌曲
- 羽毛 ——（陳文媛）
- 透視 ——（莫文蔚）
- 可惜我是水秤座 ——（楊千嬅）

## 新城勁爆合唱歌曲
- 好心好報 ——（方力申，鄧麗欣）
- 特別鳴謝 ——（蕭正楠，關心妍）

## 新城勁爆新登場海外歌手
- 王　蓉
- 林子良
- 張智成

## 新城勁爆新登場歌手
- 黃　馨
- 嘉　琳
- 鄭　融
- 李逸朗
- Sky

## 新城勁爆新人王
- 吳浩康
- 張敬軒
- Boy'z
- 2R

## 新城勁爆人氣男歌手
- 余文樂
- Shine

## 新城勁爆人氣女歌手
- 盧巧音
- 關心妍

## 新城勁爆大碟
- Touch Of Love ——（Twins）
- 左麟右李演唱會2003 ——（李克勤，譚詠麟）

## 新城勁爆創作大碟
- Reborn ——（謝霆鋒）

## 新城勁爆年度歌曲
- 我的驕傲 ——（容祖兒）

## 新城勁爆播放指數大獎
- 愛一個人 ——（李克勤，陳慧琳）

## 新城全球勁爆舞台大獎
- Twins

## 新城勁爆男歌手
- 李克勤
- 陳奕迅
- 許志安
- 劉德華

## 新城勁爆女歌手
- 容祖兒
- 梁詠琪
- 楊千嬅

## 新城勁爆組合
- Twins
- Cookies
- Shine

## 新城勁爆亞洲男歌手
- 周杰倫

## 新城勁爆亞洲女歌手
- 莫文蔚

## 新城勁爆創作歌手
- 梁詠琪
- 陶喆

## 新城全球勁爆歌手
- 陳慧琳
- 郭富城
- 許志安
- 劉德華

## 新城全球勁爆歌曲大獎
- 如果有一天 ——（劉德華）

## 2003年度四台聯頒音樂大獎 歌曲獎
- 十面埋伏 - 陳奕迅